# Distretto di Huai Phueng
Il distretto di Huai Phueng (in thailandese: ห้วยผึ้ง) è un distretto (amphoe) della Thailandia, situato nella provincia di Kalasin.